# Everton (Liverpool)

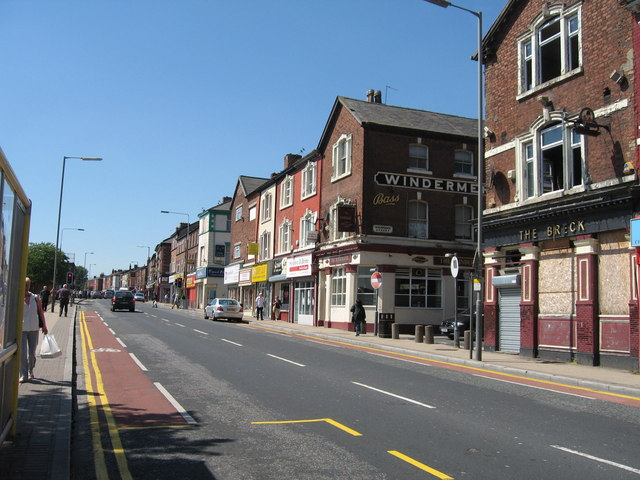
Breck Road

Everton ist ein Stadtteil und ehemaliger Kommunalwahlbezirk (Ward) der Stadt Liverpool in Merseyside, England, etwa zwei Kilometer östlich der Innenstadt gelegen. Die Einwohnerzahl Evertons wurde im Jahr 2020 auf 16.839 geschätzt.
Der 1835 eingemeindete Stadtteil Everton ist größtenteils eine von Reihenhäusern geprägte Wohngegend. Die Stadträte (Councillors) für diesen Ward wurden stets von der sozialdemokratischen Labour Party gestellt.

## Etymologie
Laut A History of Britain - the Saxons and the Normans von Tim Wood leitet sich der Name Everton vom angelsächsischen Wort „Eofor“ für Wildschwein ab. „Ton“ steht hingegen für einen Hügel, wodurch sich Everton etwa mit „Wildschweinhügel“ übersetzen lässt.

## Demographie
69 % der Einwohner besitzen eine britische Staatsbürgerschaft und mehr als 90 % werden der Ethnie „White“ oder „British White“ zugeordnet. Schwarze und Asiaten machen jeweils etwa 2 % aus. 82,3 % der Einwohner gehören einer christlichen Kirche an, während 14,2 % konfessionslos sind.
Everton ist einer der ärmsten Teile der Stadt. 34,7 % der Haushalte lebten zwischen 2015 und 2020 von einem geringen Einkommen, was etwas höher ist als der Anteil von Liverpool (27,6 %) und deutlich höher als der landesweite Anteil (18,4 %). Die Arbeitslosenquote von 13,2 % liegt ebenfalls über der von Liverpool und des gesamten Vereinigten Königreichs.

## FC Everton

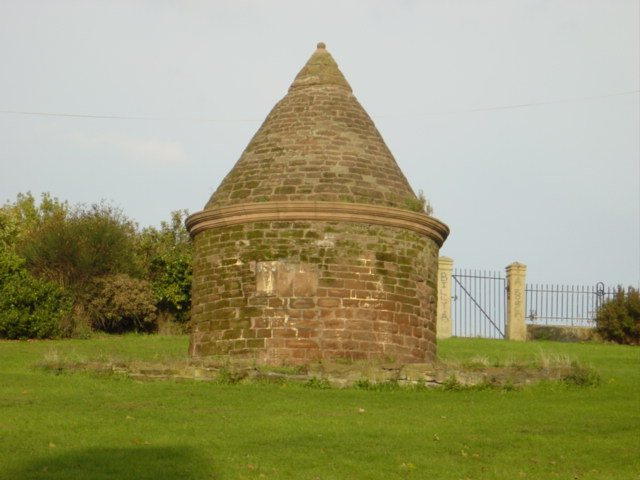
Der Prince Rupert’s Tower im Everton Park, welcher das Wappen des FC Everton ziert.

Bekanntheit genießt der Stadtteil durch den 1878 gegründeten Fußballverein FC Everton, der seine Wurzeln in einer methodistischen Kirchgemeinde an der St. Domingo Street im Norden Evertons hat. Der Verein war im Laufe seiner Geschichte jedoch nie in Everton beheimatet. Das derzeitige Stadion Goodison Park befindet sich in Walton. Frühere Spielstätten waren Anfield und die Priory Road im Süden des Stanley Park (beides im Stadtteil Anfield).

## Nennenswerte Orte

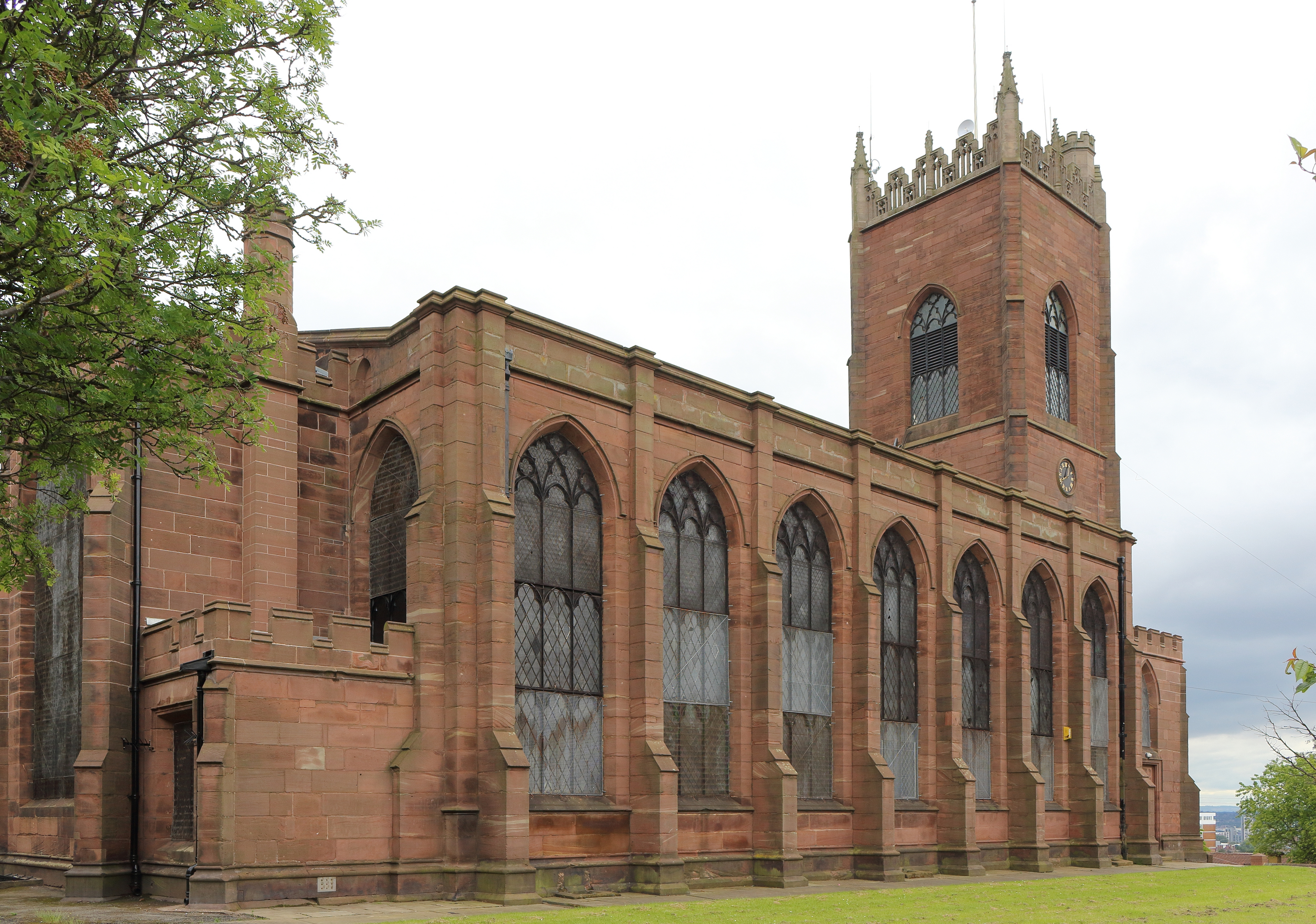
Kirche St. George

- Everton Park, grüner Hügelpark mit Blick auf die Stadt
- Prince Rupert’s Tower, ehemaliger Gefängnisturm, zu sehen auf dem Vereinswappen des FC Everton
- Creative Campus der Liverpool Hope University
- St. George’s Church, Anglikanische Kirche
- Zentrale der Merseyside Police.